# Phoma thujana
Phoma thujana är en lavart som beskrevs av Thüm. 1877. Phoma thujana ingår i släktet Phoma, ordningen Pleosporales, klassen Dothideomycetes, divisionen sporsäcksvampar och riket svampar.   Inga underarter finns listade i Catalogue of Life.